# هلموند
شهر هلموند (به هلندی: Helmond) در برابانت شمالی در کشور هلند واقع شده‌است. جمعیت این شهر ۸۶٫۸۳۶ نفر  است.